# Kanton Fay-sur-Lignon
Fay-sur-Lignon is een voormalig kanton van het Franse departement Haute-Loire. Het kanton maakte deel uit van het arrondissement Le Puy-en-Velay. Het werd opgeheven door het decreet van 17 februari 2014, met uitwerking op 22 maart 2015. De gemeenten werden opgenomen in het nieuwe kanton Mézenc.

## Gemeenten
Het kanton Fay-sur-Lignon omvatte de volgende gemeenten:
- Champclause
- Chaudeyrolles
- Les Estables
- Fay-sur-Lignon (hoofdplaats)
- Saint-Front
- Les Vastres